# محوطه دره چنار
محوطه دره چنار در شهرستان خرم‌آباد، بخش پاپی، دهستان کشور، روستای چنار واقع شده و این اثر در تاریخ ۱۸ اسفند ۱۳۸۷ با شمارهٔ ثبت ۲۵۲۹۱ به‌عنوان یکی از آثار ملی ایران به ثبت رسیده است.